# Les Mots retrouvés
Pour plus de détails, voir Fiche technique et Distribution.
Les Mots retrouvés (Bee Season) est un film américain réalisé par Scott McGehee et David Siegel (en), sorti en 2005.

## Synopsis
Professeur d'études religieuses, Saul entretient avec sa fille surdouée Eliza, 9 ans, une connexion spirituelle qui pousse sa femme déjà fragile vers la folie, et l'éloigne de son fils aîné, qui décide de mener sa propre quête de spiritualité. Devant la désintégration du noyau familial, Eliza sera la seule capable de réagir.

## Fiche technique
- Titre original : Bee Season
- Titre français : Les Mots retrouvés
- Réalisation : Scott McGehee et David Siegel (en)
- Scénario : Naomi Foner, d'après le roman de Myla Goldberg
- Décors : Kelly McGehee
- Costumes : Mary Malin
- Photographie : Giles Nuttgens (en)
- Montage : Martin Walsh et Lauren Zuckerman
- Musique : Peter Nashel
- Production : Albert Berger, Dr. Winfried Hammacher, Ron Yerxa, Joshua Deighton, Arnon Milchan, Peggy Rajski et Mark Romanek
- Société de production : Fox Searchlight Pictures
- Pays d'origine :  États-Unis,  Allemagne
- langue originale : anglais, hébreu
- Format : couleur - 35 mm - 2,35:1 - son Dolby
- Genre : Drame
- Durée : 104 minutes
- Dates de sortie :
  - États-Unis : 3 septembre 2005 (festival de Telluride) ; 11 novembre 2005
  - Suisse : 4 janvier 2006
  - Belgique : 11 janvier 2006
  - France : 1er février 2006

## Distribution
- Richard Gere (VF : Richard Darbois) : Saul
- Juliette Binoche (VF : Ninou Fratellini) : Miriam
- Flora Cross : Eliza
- Max Minghella (VF : Alexis Tomassian) : Aaron
- Kate Bosworth (VF : Caroline Santini) : Chali
- Joan Mankin : Mme Bergermeyer
- Piers Mackenzie : Dr Morris
- Lorri Holt : Mme Rai
- Brian Leonard : M. Julien
- Justin Alioto : Kevin
- Alisha Mullally : Miriam, jeune
- Corey Fischer (VF : Alain Choquet) : l'animateur du concours d'orthographe
- Sam Zuckerman : le juge du concours d'orthographe
- Seamus Genovese (VF : Philippe Ariotti) : le prêtre

 Source et légende : version française (VF) sur RS Doublage et selon le carton du doublage français sur le DVD zone 2.

## Bande originale
- Partita in B Minor BWV 1002 Sarabande, composé par Jean-Sébastien Bach et interprété par Timothy Fain et Inbal Segev
- How Do You Love, interprété par Collective Soul
- Partita in D Minor BWV 1004 Chaccone, composé par Jean-Sébastien Bach et interprété par Timothy Fain
- Piano Concerto in E Major BWV 1053, composé par Jean-Sébastien Bach et interprété par Chang Hae-won
- Two Tickets to Paradise, composé par Eddie Money
- Awake Up, interprété par Pete Min et Carl Capretto
- Concerto pour violon en mi majeur BWV 1042, composé par Jean-Sébastien Bach et interprété par Koja Blacher
- Hare Krishna Kirtan
- I'll Be Near You, interprété par Ivy